# Мокрая Калигорка
Мо́края Кали́горка (укр. Мокра Калигірка) — село в Катеринопольском районе Черкасской области Украины.
Население по переписи 2001 года составляло 1975 человек. Почтовый индекс — 20540. Телефонный код — 4742.

## Местный совет
20540, Черкасская обл., Катеринопольский р-н, c. Мокрая Калигорка